# 安中市立細野小学校
安中市立細野小学校（あんなかしりつ ほそのしょうがっこう）は、群馬県安中市にある安中市立小学校。

## 概要
標高397mに位置している。

## 沿革
- 1879年（明治12年）6月1日 - 4つの私塾を合併して細野西小学校を開設[1]
- 1884年（明治17年）2月1日 - 碓氷第八小学校に改称[1]
- 1885年（明治18年）4月1日 - 碓氷第十八尋常小学校に改称[1]
- 1886年（明治19年）4月1日 - 高等科を分離して細野尋常小学校に改称[1]
- 1895年（明治28年）4月1日 - 高等科を合併し、学校に改称[1]
- 1903年（明治36年）4月20日 - 本校舎平屋造りが完成（在籍生徒４５１名）[1]
- 1920年（大正9年）11月23日 - 二階建ての校舎が本校舎東側に完成[1]
- 1941年（昭和16年）4月1日 - 細野村国民学校と改称[1]
- 1947年（昭和22年）4月1日 - 碓氷郡細野村立細野小学校と改称[1]
- 1954年（昭和29年）5月3日 - 町村合併により碓氷郡松井田町立細野小学校に改称[1]
- 1961年（昭和36年）4月1日 - 碓氷郡松井田町立第七小学校に改称[1]
- 1962年（昭和37年）1月17日 - 木造二階建て校舎が完成[1]
- 1970年（昭和45年）7月20日 - プールが完成[1]
- 1985年（昭和60年）4月1日 - 碓氷郡松井田町立細野小学校と改称[1]
- 1988年（昭和63年）3月30日 - 体育館が完成[1]
- 1996年（平成8年）12月25日 - 三階建の新校舎が完成[1]
- 2006年（平成18年）3月18日 - 安中市との合併に伴い、校名を安中市立細野小学校と改称[1]

## 学区
- 細野地区[2]

## 学校教育目標
自ら学び　心ゆたかに　たくましく生きる細野っ子の育成

### あい言葉
すすんで勉強　みんな仲よく　元気な子

### めざす児童像
- 自ら学ぶ子
  - よく聞き考え進んで発表する子
  - 本をたくさん読む子
  - 学習習慣を身に付ける子

- 心ゆたかな子
  - 親切にできる子
  - 元気にあいさつできる子
  - 進んで清掃に取り組める子

- たくましく生きる子
  - 進んで体をきたえる子
  - 規則正しく生活する子
  - 最後までやりとげる子